# 福井市旭小学校
福井市旭小学校（ふくいし あさひしょうがっこう）は、福井県福井市手寄2丁目にある公立小学校。

## 沿革
- 1819年（文政2年） - 桜の馬場に正義堂創設。
- 1856年（安政2年） - 藩校明道館創設。
- 1874年（明治7年） - 桜の馬場に旭小創設（児童数217名）。
- 1892年（明治25年） - 旭尋常小学校に改称。
- 1905年（明治38年） - 旭精進・旭小校歌を制定。
- 1914年（大正3年） - 2階建て校舎完成。
- 1941年（昭和16年） - 国民学校令により、旭国民学校に改称。
- 1945年（昭和20年）7月19日 - 戦災で校舎焼失し、13名の児童が犠牲となった。
- 1946年（昭和21年） - 福井市旭小学校に改称。
- 1947年（昭和22年） - 学校給食開始。
- 1948年（昭和23年）
  - 6月28日 - 16時13分頃に発生した福井地震により、校舎倒壊。
  - 日付不明 - PTA発足。
- 1950年（昭和25年） - 講堂竣工。
- 1957年（昭和32年） - 全校舎工事完成。
- 1963年（昭和38年） - 放送教育研究会開催。
- 1966年（昭和41年） - 鉄筋南校舎1期竣工。
- 1970年（昭和45年） - プール完成。
- 1971年（昭和46年） - 鉄筋南校舎2期竣工。
- 1973年（昭和48年） - 鉄筋北校舎1期竣工。
- 1974年（昭和49年） - 創立100周年記念式典挙行。鉄筋北校舎2期竣工。
- 1980年（昭和55年） - 体育館・図書館・玄関竣工。
- 1984年（昭和59年） - 岩石園造成。
- 1987年（昭和62年） - 特殊学級設置。
- 1992年（平成4年） - この年から1994年（平成6年）にかけて、学校週5日制調査協力（文部省）。
- 1995年（平成7年） - 創立120周年記念式典挙行。
- 1997年（平成9年） - 南校舎大型改修工事1竣工。
- 2001年（平成13年） - 校庭改修整備。
- 2002年（平成14年） - 新正義堂開校式挙行。南校舎大型改修工事2竣工。
- 2003年（平成15年） - 英会話力向上事業指定校。
- 2004年（平成16年） - 二学期制調査研究モデル指定校。プール改修。
- 2005年（平成17年） - 校歌制定100周年記念事業。ステージ幕改修。
- 2006年（平成18年） - 福井型コミュニティ・スクール推進事業指定校、「子ども福井学」推進協力校。
- 2007年（平成19年） - 環境にやさしい学校（学校版環境ISO）認定。
- 2008年（平成20年） - 「小中連携教育推進事業」推進校指定、 あいさつ運動推進協力校指定（「小さな親切」運動県本部）。体育館床面改修工事。
- 2010年（平成22年） - 北校舎耐震補強工事。
- 2014年（平成26年） - 創立140周年記念事業。
- 2020年（令和2年） - 校舎外壁改修。体育館窓ガラス飛散防止。グラウンド拡張。災害用マンホールトイレ設置。

## 校歌
- 芳賀矢一作詞／吉田恒三作曲

## 学校周辺
- さつき児童館 - 同一敷地内
- 福井県道228号福井停車場勝見線
- 荒川
- 福井年金事務所
- 旭公民館
- JR西日本北陸新幹線・ハピラインふくいハピラインふくい線・えちぜん鉄道勝山永平寺線福井駅（JR西日本・ハピラインふくい東口、えちぜん鉄道出口）
- AOSSA
  - 地域交流プラザ
- 乘國寺
  - 城勝公園
- 大原学園

## アクセス
- 北陸新幹線・ハピラインふくい線・えちぜん鉄道勝山永平寺線 福井駅から徒歩約7分。福井鉄道福武線福井駅停留場から徒歩約10分。
- 「福井駅東口」（高速バス停車）または京福バス「豊島東公園口」バス停留所下車、徒歩約7分。京福バス「福井駅」（西口）バス停留所下車、徒歩約10分。
- 最寄りのバス停留所はフレンドリーバス「旭公民館前」ではあるが、クローズドドアシステムにより福井駅東口 - 旭公民館前間の利用はできない。
- E8 北陸自動車道 福井ICから、国道158号・福井県道・石川県道5号福井加賀線・福井県道228号福井停車場勝見線経由 約4 km。

## 出身者
- 東郷慎十郎
- 大森房吉
- 松尾伝蔵
- 岡田啓介